# 솔리루브로박테르목
솔리루브로박테르목(Solirubrobacterales)은 방선균강에 속하는 세균 목이다. 5개 과로 이루어져 있다.

## 하위 분류
- Baekduiaceae
- Conexibacteraceae
- Parviterribacteraceae
- Patulibacteraceae
- Solirubrobacteraceae